# 凯撒·伊达尔戈
凯撒·伊达尔戈（西班牙语：César A. Hidalgo，全名：César Augusto Hidalgo Ramaciotti，1979年12月22日—），台譯西薩·希達戈，是一位出生于智利圣地亚哥的统计物理学家、作家和数据可视化设计师。他是麻省理工学院媒体实验室（Media Lab）媒介艺术与科学方向（Media Arts and Sciences）的副教授，同时也是媒体实验室宏观连接小组（Macro Connections group）的主管、大数据分析与交互公司Datawheel的联合创始人。
伊达尔戈的研究兴趣包括：复杂系统（Complex Systems）、经济复杂性（Economic Complexity）、数据可视化（Data Visualization）和网络科学（Network Science）。他著有《增长的本质》（Why Information Grows）一书，并合著有《经济复杂性图集》（The Atlas of Economic Complexity）。
伊达尔戈因开创了经济复杂性领域而知名，同时他开发的数据可视化引擎也广为流行，如经济复杂性天文台（OEC）、数据欢呼（DataViva）、名人堂（Pantheon）、浸没（Immersion）、数据美国（DataUSA）和街比分（Streetscore）。
2012年，伊达尔戈被智利国会授予“二百周年科学勋章”（Bicentennial Medal of Science），并被英国《連線》（Wired Magazine）提名为50个将会改变世界的人。2013年，伊达尔戈被世界经济论坛推选为“全球青年领袖”（World Economic Forum 2013 Young Global Leaders）。

## 生平与教育
凯撒·伊达尔戈于1979年出生在智利的圣地亚哥，他的父亲凯撒·E·伊达尔戈（César E. Hidalgo）是一位时事评论员兼记者，他的母亲（Nuria Ramaciotti）是一位会计师。伊达尔戈有两个姐妹，分别是Caterina Hidalgo和Nuria Hidalgo。目前，伊达尔戈和他的妻子Anna和女儿Iris居住在剑桥市的萨默维尔。
伊达尔戈14岁之前在智利农庄学校学习,随后在圣地亚哥的英国高中（British High School）完成高中学业。从1998年到2003年，他在智利天主教大学学习物理。从2004年到2008年，他前往美国印第安纳州的圣母大学师从艾伯特-拉斯洛·巴拉巴西从事统计物理和复杂网络研究，并于2008年获得物理学博士学位。
伊达尔戈在博士学习期间，曾多次前往世界知名研究院所进行访问和从事研究工作，主要包括作为哈佛医学院黛娜-法伯癌症研究所访问研究员（Visiting Researcher，2005-2006）、哈佛大学国际发展研究中心（Center for International Development (CID) at Harvard University）访问研究员（Visiting Researcher，2006）、美国圣塔菲研究所访问学者（Visiting Scholar，2007）和美国东北大学复杂网络研究中心（Center for Complex Network Research at Northeastern University）访问研究员（Visiting Research Scholar，2007-2008）等。

## 工作经历
博士毕业以后，伊达尔戈前往哈佛大学国际发展研究中心从事博士后研究工作（Postdoctoral Research Fellow，2008-2010），合作导师为里卡多·豪斯曼。从2009年到2013年，他在哈佛大学肯尼迪政府学院担任公共政策方向的兼职讲师（Adjunct Lecturer in Public Policy）。从2010年到2013年，他在哈佛大学国际发展研究中心从事研究工作（Faculty Associate）。
伊达尔戈于2010年加入麻省理工学院媒体实验室，作为媒介艺术与科学方向的助理教授（Assistant Professor，2010-2015），成立并领导宏观连接小组。2012年至2015年，他兼任麻省理工学院工程系统部（MIT Engineering Systems Division）的助理教授（Assistant Professor，2012-2015）。2015年，伊达尔戈晋升为麻省理工学院媒体实验室媒介艺术与科学方向的副教授（Associate Professor）。

## 经济复杂性
伊达尔戈从2006年开始使用网络来分析经济增长过程，他的主要贡献包括：产品空间（Product Space，产品空间的结构体现经济多样性，并影响到国家进入新产品行业的能力）和经济复杂性（Economic Complexity，经济复杂性标志着经济容量，并可以预测国家未来的经济增长）。伊达尔戈关于经济复杂性的一系列工作被媒体广泛报道和关注，包括《纽约时报》、《经济学人》、《金融时报》。

## 增长的本质
2015年6月，伊达尔戈出版了跨经济学、社会、物理学等多学科的专著：《Why Information Grows: The Evolution of Order, from Atoms to Economies》。该书简体中文版题为《增长的本质：秩序的进化，从原子到经济》（北京：中信出版社，2015年10月），繁體中文版則譯為《資訊裂變：iPhone、超跑、無人機，全球經濟與想像力結晶的發展之路》（台北：寶鼎出版，2016年10月）。在伊达尔戈之前，对于经济增长传统意义上的解释都强调体制、地理、金融和心理因素。而伊达尔戈则告诉我们，想了解经济增长的本质，需要走出社会科学的研究，在信息、关系网和复杂性这样的自然科学中寻求答案。在《增长的本质》这本书中，伊达尔戈结合经济增长以及物理学这两个看似分离的领域，提出了经济增长的新理论。复杂产品（从企业到机器人，应用程序到汽车）是经济知识的物理升华，是一个对其教育、基础设施和能力的可衡量体现。

## 数据可视化项目
伊达尔戈合作开发了很多可视化引擎，这些新工具能够将海量的数据进行可视化和分析，实现从数据到故事的转变。所开发的可视化工具包括：

### 经济复杂性天文站
“经济复杂性天文站”（Observatory of Economic Complexity (OEC)）提供近五十年国际贸易数据的超过两千万个可视化。这些可视化主要关注国家贸易出口的产品类型和贸易金额，基于国家出口产品所构建的产品空间，能够预测国家未来的经济多样性、GDP增长和收入不平等性。平台上提供的可视化包括：国家出口产品类型、贸易金额和比例、贸易目的地、进口产品类型、进口金额和比例、贸易来源地、贸易平衡性指标、国家产品空间、经济复杂性及排序，等等。平台的合作开发者为Alex Simões，该项目作为其在麻省理工学院媒体实验室宏观连接小组毕业的硕士论文。

### 数据欢呼
“数据欢呼”（DataViva）是一款将巴西超过10亿条区域经济发展相关的数据可视化引擎，这些可视化包括：贸易数据、就业数据和教育数据，囊括超过5000个市以及数以百计的产品、产业和职业。DataViva的合作开发者包括伊达尔戈、Alex Simões和Dave Landry，以及巴西的Minas Gerais政府部门的策略中心和科学基金会。

### 名人堂
“名人堂”（Pantheon）是一款关注历史文化生产和影响力的可视化引擎，该平台帮助我们探索全球名人传记，理解集体记忆的过程，以及语言和通讯技术在文化信息生产和传播过程中的作用。该平台的合作开发者包括：Amy Yu、Kevin Hu和伊达尔戈。

### 数据美国
“数据美国”（Data USA）是针对美国开放数据进行可视化和检索优化的尝试。该平台发自2016年4月发布以来，受到广泛关注和赞誉，包括《纽约时报》、Atlantic's City Lab和Fast Company。“数据美国”于2016年获得“Information is Beautiful Award”。

### 图书著作
- Hidalgo, C.A., 2015. Why information grows: The evolution of order, from atoms to economies. Basic Books.
- Hausmann, R., Hidalgo, C.A., Bustos, S., Coscia, M., Simoes, A. and Yildirim, M.A., 2014. The atlas of economic complexity: Mapping paths to prosperity. MIT Press.

### 代表论文
- Hidalgo, C.A., Klinger, B., Barabási, A.L. and Hausmann, R., 2007. The product space conditions the development of nations. Science, 317(5837), pp.482-487.
- Hidalgo, C.A. and Hausmann, R., 2009. The building blocks of economic complexity. Proceedings of the National Academy of Sciences, 106(26), pp.10570-10575.
- Gonzalez, M.C., Hidalgo, C.A. and Barabasi, A.L., 2008. Understanding individual human mobility patterns. Nature, 453(7196), pp.779-782.
- Ronen, S., Gonçalves, B., Hu, K.Z., Vespignani, A., Pinker, S. and Hidalgo, C.A., 2014. Links that speak: The global language network and its association with global fame. Proceedings of the National Academy of Sciences, 111(52), pp.E5616-E5622.
- Wang, P., González, M.C., Hidalgo, C.A. and Barabási, A.L., 2009. Understanding the spreading patterns of mobile phone viruses. Science, 324(5930), pp.1071-1076.
- Carvunis, A.R., Rolland, T., Wapinski, I., Calderwood, M.A., Yildirim, M.A., Simonis, N., Charloteaux, B., Hidalgo, C.A., Barbette, J., Santhanam, B. and Brar, G.A., 2012. Proto-genes and de novo gene birth. Nature, 487(7407), pp.370-374.
- Naik, N., Raskar, R. and Hidalgo, C.A., 2016. Cities Are Physical Too: Using Computer Vision to Measure the Quality and Impact of Urban Appearance. The American Economic Review, 106(5), pp.128-132.

## 相关链接
1. ↑  .   [2016-12-22]. （原始内容存档于2016-12-22）.
2. ↑  .   [2016-12-22]. （原始内容存档于2016-12-23）.
3. ↑  .   [2020-09-30]. （原始内容存档于2020-05-14）.
4. ↑  .   [2016-12-22]. （原始内容存档于2016-12-23）.
5. ↑  .   [2016-12-22]. （原始内容存档于2016-12-22）.
6. ↑  凯萨·伊达尔戈. 增长的本质: 秩序的进化，从原子到经济[M]. 北京: 中信出版集团股份有限公司. 2015.
7. 1 2  Hidalgo, C. A., 2015. Why information grows: The evolution of order, from atoms to economies. Basic Books.
8. ↑  Hausmann, R., Hidalgo, C. A., Bustos, S., Coscia, M., Simoes, A., & Yildirim, M. A. (2014). The atlas of economic complexity: Mapping paths to prosperity. MIT Press.
9. 1 2  .   [2016-12-22]. （原始内容存档于2016-12-24）.
10. 1 2  .   [2016-12-22]. （原始内容存档于2016-12-23）.
11. 1 2  .   [2019-10-23]. （原始内容存档于2019-03-30）.
12. ↑  .   [2020-09-30]. （原始内容存档于2020-09-02）.
13. 1 2  .   [2020-09-30]. （原始内容存档于2020-09-16）.
14. ↑  .   [2020-09-30]. （原始内容存档于2020-01-28）.
15. ↑  .   [2016-12-22]. （原始内容存档于2016-05-26）.
16. ↑   (PDF).   [2016-12-22]. （原始内容存档 (PDF)于2017-05-16）.
17. ↑  .   [2020-09-30]. （原始内容存档于2020-01-26）.
18. ↑  .   [2020-09-30]. （原始内容存档于2011-03-02）.
19. ↑  .   [2020-09-30]. （原始内容存档于2018-08-02）.
20. ↑  .   [2016-12-22]. （原始内容存档于2017-02-11）.
21. ↑  https://www.santafe.edu （页面存档备份，存于） Santa Fe Institute
22. ↑  .   [2016-12-22]. （原始内容存档于2016-12-26）.
23. ↑  .   [2018-03-26]. （原始内容存档于2006-09-03）.
24. ↑   (PDF).   [2016-12-22]. （原始内容 (PDF)存档于2018-03-26）.
25. ↑  .   [2020-09-30]. （原始内容存档于2016-08-02）.
26. ↑  Hidalgo, C.A., Klinger, B., Barabási, A.L. and Hausmann, R., 2007. The product space conditions the development of nations. Science, 317(5837), pp.482-487.
27. ↑  Hidalgo, C.A. and Hausmann, R., 2009. The building blocks of economic complexity. Proceedings of the National Academy of Sciences, 106(26), pp.10570-10575.
28. ↑  .   [2017-01-08]. （原始内容存档于2018-03-26）.
29. ↑  .   [2017-01-08]. （原始内容存档于2017-02-07）.
30. ↑  .   [2017-01-08]. （原始内容存档于2017-01-09）.
31. ↑  （美）伊达尔戈[著], 浮木译社[译]. 增长的本质：秩序的进化，从原子到经济. 北京：中信出版社. 2015年10月.
32. ↑  .   [2017-01-08]. （原始内容存档于2017-01-09）.
33. ↑  .   [2017-01-08]. （原始内容存档于2017-01-19）.
34. ↑  .   [2017-01-08]. （原始内容存档于2017-01-09）.
35. ↑  .   [2017-01-08]. （原始内容存档于2017-01-09）.